# Джорджо Бюхнер
Джорджо Бюхнер ( Мюнхен, 8 август 1914 г. – Иския Порто, 4 февруари 2005 г.) е немски археолог, известен с изследванията си върху праисторическото население на остров Иския и върху основаването на колониите на Магна Греция, по-специално по отношение на Питекуза.

## Произход и образование
Бюхнер е роден в Бавария от баща германец и майка италианка. Баща му Паоло е почетен професор по зоология, международно известен учен и голям специалист по ендосимбиоза, е женен за Масимилиана Копа, млада и обещаваща венецианска художничка, която среща в Германия. Съпрузите Бюхнер, чести посетители на остров Иския, се установяват там за постоянно през 1943 г., след като Паоло напуска професорското си място в Лайпциг.
Младият Джорджио завършва началното си обучение в Германия, в гимназията в Бреслау, след това в Лайпциг, но след идването на власт на Хитлер решава да продължи обучението си в Италия, възползвайки се от гражданството си по майчина линия.
Вместо да тръгне по стъпките на баща си, Джорджо, все още ученик в гимназията, е очарован от една публикация от 1890 г. на Юлиус Белок, която казва че в Лако Амено, в северната част на Иския са открити множество артефакти, че в долината San Montano са намерени гробници от пети век преди новата ера – още Тит Ливий споменава, че гърци от Евбея са се заселили на острова, дори преди да основат Куме. По онова време обаче няма нито едно свидетелство, което да придаде достоверност на това твърдение и младият Бюхнер приема това предизвикателство като ангажимент и разбира, че от този момент нататък археологията ще бъде неговият живот. Оттук следва решението му да учи класическа литература в Неапол и по-късно в Рим, където през 1938 г. завършва Праисторическа археология с дисертация върху праисторията и археологията на Иския, озаглавена „Човешки живот и обитаване на Флегрейските острови от праисторията до римско време“.

## Научна кариера
През 1940-те и 1950-те години големите археолози се съсредоточават почти изключително върху обектите в Помпей, Херкуланум и Пестум, докато Иския – древната Питекуза – се смята за древногръцко пристанище, но не и за колония.

### Разкопки и чашата на Нестор
През 1949 г. Бюхнер постъпва на служба като служител на Археологическото управление на Неапол в отдела за Иския и започва разкопки, първо на хълма Кастилионе, след това в долината Сан Монтано в Лако Амено и открива некропола на гръцката колония на Питекуза – обитавана от VIII пр.н.е. до римската епоха. Намира предмети със скъпоценни камъни (вази, малки теракотени скулптури, кани и чаши ), както и египетски скарабеи, оловни блокове, риболовни принадлежности, тежести за стан, инструменти за работа и т.н. Но най-важната му находка е преди всичко чашата на Нестор, намерена в богата гробница, извадена на бял свят и повторно сглобена от самия Бюхнер. Представлява котил[поясни] с височина около десет сантиметра и датиран от 725 г. пр.н.е.
Била част от богатия гробен инвентар на погребение, след кремацията на десетгодишно момче. Чашата е гравирана от едната страна с надпис с евбейски букви в ретроградна посока, както е по финикийския обичай – епиграма, състояща се от три реда, загатваща за известната чаша, описана в пасаж от единадесетата книга на Илиада:
„Νέστορος εἰμὶ εὔποτον ποτήριον ὃς δ 'ἂν τοῦδε πίησι ποτηρίου αὐτίκα κῆνον ἵμερος αἱρήσει καηλανις“
„Аз съм красивата чаша на Нестор, който пие от тази чаша, веднага ще го обладае желанието на Афродита с красивата корона“
Чашата все още представлява най-старото писмено споменаване на „Илиада“ и може да се счита за първото справочно свидетелство за гръцката азбука

### Значение
Трябва да се отбележи, че Джорджо Бюхнер вече е идентифицирал праисторически селища и селища от бронзовата епоха в Иския и Вивара-Прочида през 30-те години на миналия век, когато работи по дипломната си работа. По-специално, той има късмета и проницателността да намери първите доказателства за егейски внос: фрагменти от късно-микенски вази (15 – 14 век пр.н.е. ), открити както в Кастилионе д'Иския, така и в Капитиело ди Вивара. Находките в Lacco Ameno в Иския довеждат до истинска революция в знанията относно Магна Греция, както и в онези касаещи архаична Гърция от една страна и древна Италия, от друга. Иския е призната за първата колония на Магна Греция, център на търговски връзки със сицилианските колонии, с Куме, Неаполис и етруските градове, както и оживен център за производство на керамика.

## Музей на Питекуза
През 1947 г. Бюхнер и вулканологът Алфред Ритман създават музей, наречен Музей на остров Иския, който по-късно ще се обедини, заедно с находките, открити при последващи разкопки, в Археологическия музей на Питекуза. Музеят е официално открит на 17 април 1999 г. в присъствието на водещи учени като сър Джон Бордман, изтъкнат професор в Оксфорд, главният куратор на музея Лувър Ален Паские; директорът на Пергамския музей в Берлин Волф Дитер Хелмайер; Глория Олчезе, изследовател в Берлинския музей; Йоанис Цедакис, генерален директор на Министерството на културата на Република Гърция ; Пол Занкер, декан на обучението по Magna Graecia в университета в Милано; археологът и преподавател Пиеро Орландини, изтъкнатият гръцки учен Марчело Гиганте, археологът и историк на изкуството Фаусто Зеви от Римския университет.

### За него
- АА. VV., Написано в чест на Г. Бюхнер в „Анали на археологията и древната история“ – Нова серия N ° 1/1994 - Ориенталски университетски институт в Неапол
- A. Cazzella, A. Guidi, F. Nomi (редактиран), Ubi minor. . . По-малките острови в централното Средиземноморие от неолита до първите колониални контакти. Учебна конференция в памет на Джорджо Бюхнер 100 години след рождението му (1914 – 2014), в Sciences of Antiquity 22.2, Рим 2016 г.
- F. Nomi, A. Cazzella, Ischia от неолита до бронзовата епоха, в: Ubi minor. . . По-малките острови в централното Средиземноморие от неолита до първите колониални контакти (Науки за древността 22.2, 2016).
- И. Дамяни, Ф. ди Дженаро, Вивара-Прочида. Фаза на Пунта д'Алака и Апенински аспект на Пунта Капитело (BM 2 и BM 3), в: Ubi minor. . . По-малките острови в централното Средиземноморие от неолита до първите колониални контакти (Науки за древността 22.2, 2016).